# Jordi Hereu
Pour les articles homonymes, voir Boher.
Jordi Hereu i Boher, né le 14 juin 1965 à Barcelone, est un homme politique espagnol, membre du Parti des socialistes de Catalogne (PSC). Il est ministre de l'Industrie depuis 2023.

## Biographie
Titulaire d'un master en administration et direction des entreprises, il travaille dans le secteur privé, avant de rejoindre la mairie de Barcelone en 1997, où il est administrateur du district de Les Corts. Deux ans plus tard, il est élu conseiller de ce district lors des élections municipales. En 2003, il est réélu au conseil municipal de Barcelone comme conseiller du district de Sant Andreu, chargé de la sécurité et de la mobilité.
Membre depuis 1987 du Parti socialiste catalan, proche du Parti socialiste ouvrier espagnol, il devient en avril 2006, cinquième adjoint au maire et président du conseil du district de Gràcia. Enfin, le 8 septembre suivant, il est élu maire de Barcelone, succédant à Joan Clos, nommé ministre de l'Industrie dans le nouveau gouvernement espagnol de José Luis Rodríguez Zapatero. Il est réélu maire à l'issue des élections municipales de mai 2007.
En sa qualité de maire, Jordi Hereu est à l'origine d'un projet de candidature de la ville aux Jeux olympiques d'hiver de 2022, abandonné en 2013.
Les élections municipales du 22 mai 2011 sont marquées par la victoire du parti Convergence et Union (Convergència i Unió - CiU). Le 1er juillet suivant, Xavier Trias succède à Jordi Hereu à la tête de la ville de Barcelone.